# Lixy
Lixy ist eine französische Gemeinde mit 489 Einwohnern (Stand 1. Januar 2022) im Département Yonne in der Region Bourgogne-Franche-Comté (vor 2016 Bourgogne). Brannay gehört zum Arrondissement Sens und zum Kanton Gâtinais en Bourgogne (bis 2015 Pont-sur-Yonne). 

## Geographie
Lixy liegt etwa 19 Kilometer westnordwestlich des Stadtzentrums von Sens. Umgeben wird Lixy von den Nachbargemeinden Villethierry im Norden und Nordwesten, Champigny im Norden, Villemanoche im Nordosten, Saint-Sérotin im Osten, Brannay im Osten und Südosten, Dollot im Süden und Südwesten sowie Vallery im Westen und Südwesten.

## Bevölkerungsentwicklung
| Jahr                       | 1881 | 1962 | 1968 | 1975 | 1982 | 1990 | 1999 | 2006 | 2013 |
| Einwohner                  | 472  | 284  | 240  | 226  | 215  | 298  | 345  | 446  | 440  |
| Quellen: Cassini und INSEE |      |      |      |      |      |      |      |      |      |

## Sehenswürdigkeiten

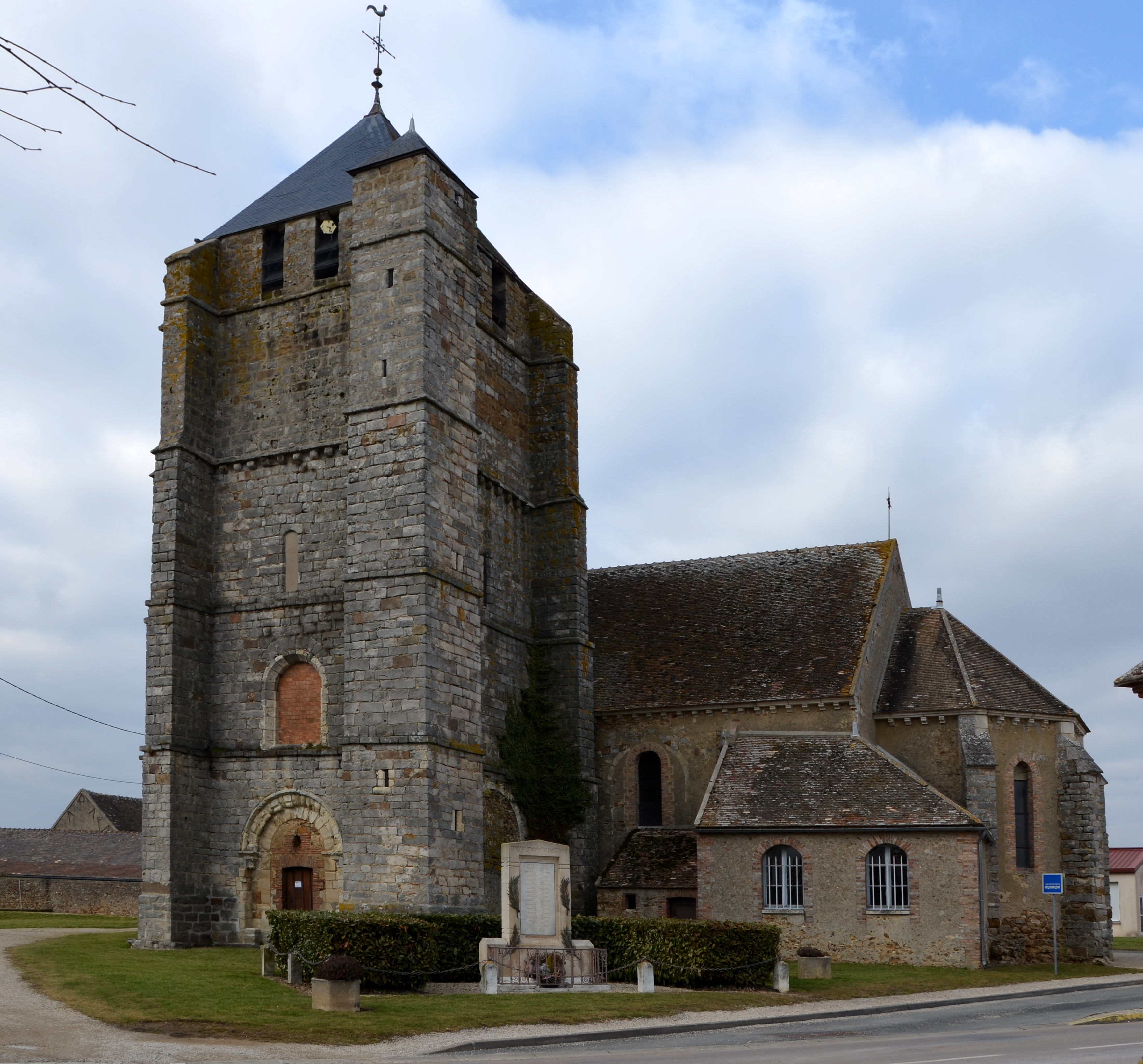
Kirche Sainte-Madeleine

- Stiftskirche Sainte-Madeleine